# Videojuego de realidad aumentada
Un videojuego de realidad aumentada es un género de videojuego, caracterizado por la utilización de la superposición de diferentes tipos de información sobre el mundo real. No confundir este género con videojuegos de realidad virtual.
Algunos de los diferentes hardware o dispositivos conocidos que permiten el uso de la realidad aumentada en videojuegos son, EyeToy, PlayStation Eye, Kinect, Nintendo 3DS, PlayStation Portable, PlayStation Vita, Epson Moverio, Google Cardboard así como diversos tipos de móviles.

## Videojuegos de realidad aumentada
Existen diversos títulos que utilizan la realidad aumentada como temática, secundaria o no, para su sistema de juego. Algunos de estos videojuegos son Parallel Kingdom, SpecTreck Light, Clandestine: Anomaly, Warp Runner, Ingress y de la misma compañía Pokémon GO. También cabe destacar en los juegos que utilizan la realidad aumentada El libro de los hechizos o El libro de las pociones, Ghost HuntAR por la empresa Mexicana, Spinar., entre otros.